# Elaphropeza spuria
Elaphropeza spuria är en tvåvingeart som beskrevs av Mario Bezzi 1904. Elaphropeza spuria ingår i släktet Elaphropeza och familjen puckeldansflugor. Inga underarter finns listade i Catalogue of Life.